# 反重力

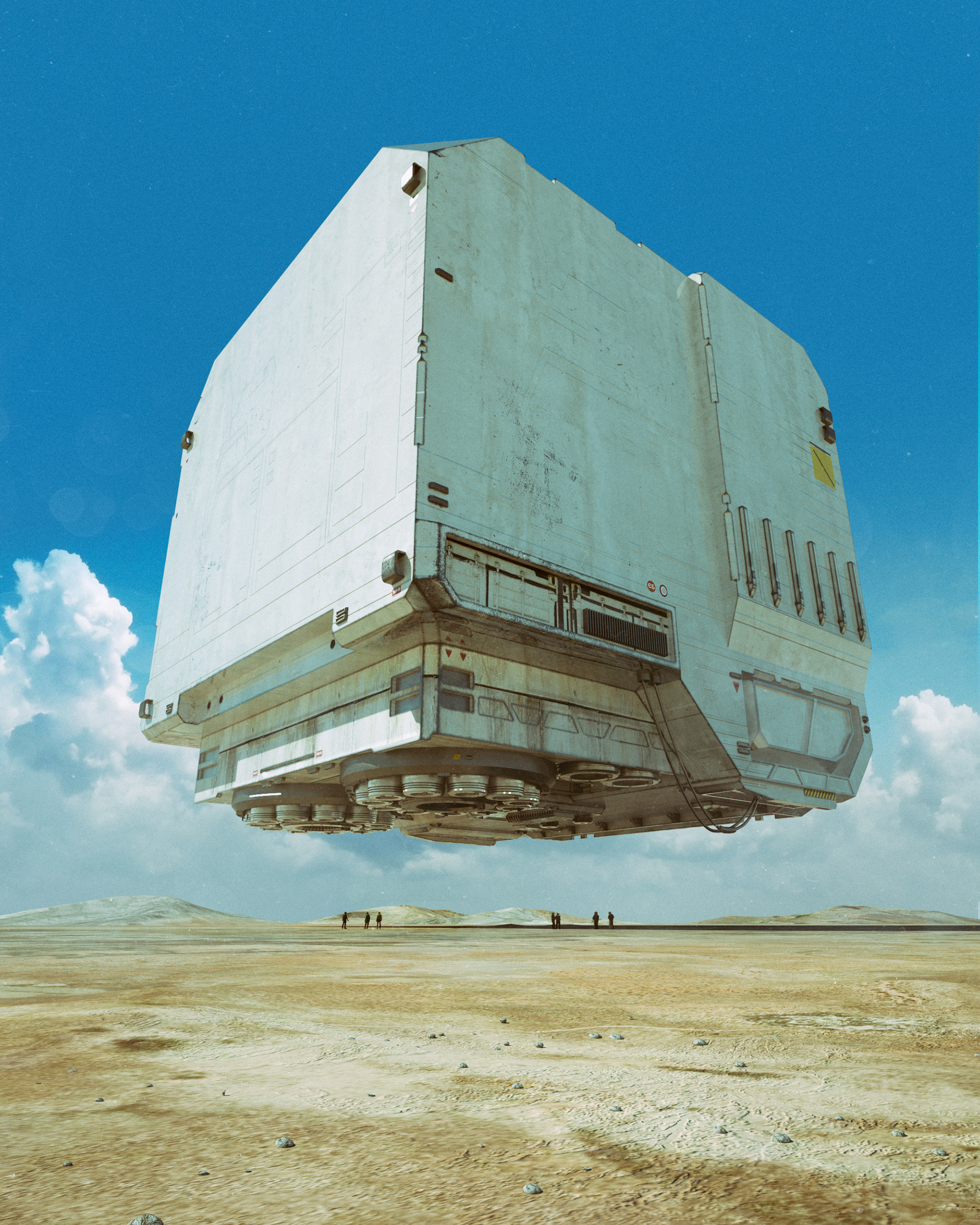
架空の反重力装置のイメージ

反重力（はんじゅうりょく、英: Anti-Gravity）は、物質・物体に加わる重力を無効にしたり、調節したりする、とされる架空の技術である。現実の物理学では一般に不可能と考えられてきたもので、多くはSF作品に宇宙航行の基礎技術として登場する。

## 概説
アインシュタインの一般相対性理論では重力は時空の幾何学的な歪みとして解釈される。歪みのない平坦な時空は重力が存在しない時空であり、そこを基準とすると重力は時空の収縮を示す。しかし、数学的には時空が膨張するような解を想定することも可能であり、物理学的にはそれを反重力（負の圧力）とみなすことが出来る。十分遠方から反重力場を観測すると重力場の時とは逆に、平坦な宇宙よりも空間が膨張し時間が加速しているように見える。
このような作用を生み出すエネルギーは負のエネルギー（直感的には負の質量と思ってよい）であり、有名なものとしてはワームホールの話題において登場するエキゾチック物質がある。そのようなSFに近いものではなく多少現実味のある例としては、宇宙の膨張に関わる宇宙定数や真空のエネルギー（ダークエネルギー）が挙げられる。
いずれにせよこれらが示唆する「斥力として作用する重力場」は上手にとれば通常の重力場が作る時空の歪みをキャンセルすることが可能であり、事実上の反重力（厳密には「万有斥力」）として作用する。これが現代物理学がおぼろげに描く「反重力」である。
また、現在も証拠の真贋を含めて議論が続いている現象として、ハチソン効果がある。
一方、SF作品に登場する反重力の設定は上記のみならず非常に多くの形態がある。最も有名なタイプは磁力の反発からイメージされたもので、「反重力場」は単純に重力場に反発する場として設定される。

## 反物質との関連、反重力というものが存在しないことの証明
通常の物質と電気的な性質が逆になる反物質について、以前は反重力が働くのではないかとの推論も一部にあった。しかし、2023年9月、通常の物質と同様に、反物質も重力によって落下することが国際研究グループによって確認され、この研究により反重力というものは物理的に存在しないことが証明されたとしている。

## SF作品中のアイデア
反重力やそれに類する技術理論はSFにおいては物語世界を成立させる基礎技術であるが、それそのものが必ずしも主題になるわけではない。
力学の面から考えると、重力とは天体上の物体に働く様々な力の合力である。これを要素に分けると、物体と天体の間に働く万有引力が最も大きいことが多く、結果としてその合力は物体が天体に引きつけられる力と見なされる。
- 万有引力は離れた二つの物質の間に働く力であるから、物体の間において何らかの方法を用いてその伝達をさえぎってやれば、その影響を脱することができる、という方法も考案された。一例としてH・G・ウェルズは1901年に出版されたSF小説『月世界最初の人間』の中でケーバライト（ケイバーリット）なる重力遮断物質を考案し、これを地球側に敷けば、地球からの引力が働かなくなり、その代わりに宇宙からの引力が働くから、そのまま地球を離れ宇宙へ飛び立つことができるとした。
- 万有引力は質量の存在によって生じるから、その物質の質量に何らかの形で介入することができれば、引力が調整できる、という方法も考案された。この場合、質量を増やすことによって重力を増やすこともできる。質量をゼロにすることで慣性の法則による制約を破るという余禄もある。「レンズマンシリーズ」には無慣性航法が登場するが、これもその考えに近いと思われる。
- アイザック・アシモフのSF小説『ネメシス』では、質量点間の引力は相対速度が光速に近づくに従い小さくなり、超光速航法においては逆に斥力（反重力）として働くというアイデアが示されている。
- 重力波そのものを作り出す、という方法も考案された（デイヴィッド・ブリンの『ガイア』）。任意の方向に発生させた重力波で既存の重力の作用を打ち消す、というものである。
- 藤子・F・不二雄の漫画『ドラえもん』では、大長編『のび太と鉄人兵団』に登場するザンダクロスの操縦室などが反重力を利用しているとされ、設定上ではドラえもんのひみつ道具「タケコプター」も反重力を利用しているとされている[2]。
- アメリカ合衆国のSFドラマ『スタートレック』のエピソードでは反重力を用いて惑星アーダナの雲の上に都市が建設されている[3]ほか、重量の大きな物体を持ち運ぶ際に反重力ユニットと呼ばれる装置が使用されている。
- レースゲーム『F-ZERO』シリーズでは、「G-ディフューザーシステム」と呼ばれる反重力発生装置により地面から浮いたマシン同士でレースを行う。
- PCゲーム『蒼の彼方のフォーリズム』では、反重力を発生させるシューズを履くことにより、人が自由に空を飛べる世界で行われている（架空の）新興スカイスポーツ「フライングサーカス」を題材にしている[4][5]。